# Troels Thorsen
Troels Thorsen (født 1. december 1975) er en dansk skuespiller, uddannet fra Skuespillerskolen ved Aarhus Teater i 2004. Desuden medvirker han i "Heino fikser alt" og en række andre film.

## Film
- Jagten 2011 – Bent
- Ledsaget udgang – Tjener

## TV
- Heino og Vildmarksholdet
- Heino Fikser Alt
- Sprinter Galore
- Borgen
- Maj og Charlie
- Sommer

## Teater
- Elsk mig i nat – Otto
- Rødderne i hjørnehuset[1] - Hr. Olsen